# Tsunamis au Royaume-Uni
Les véritables tsunamis touchant les îles Britanniques sont rares ; il n'existe que trois cas importants de vrais tsunamis confirmés dans l'histoire enregistrée, dont néanmoins un mégatsunami. 

Des « météotsunamis » (liés à des conjonctions de vents/tempêtes, courants et surcotes de marées) semblent par contre un peu plus fréquents, en particulier sur les côtes sud de l'Angleterre dans la Manche et le « canal de Bristol ».

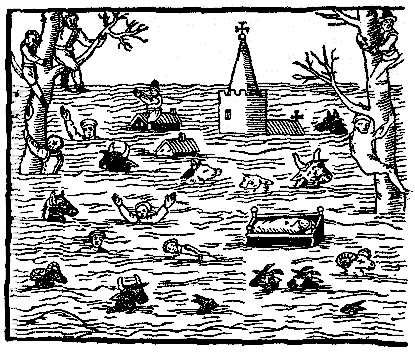
Description contemporaine de l'inondation de 1607 (l'église pourrait être celle de St Mary's de Nash, près de Newport)

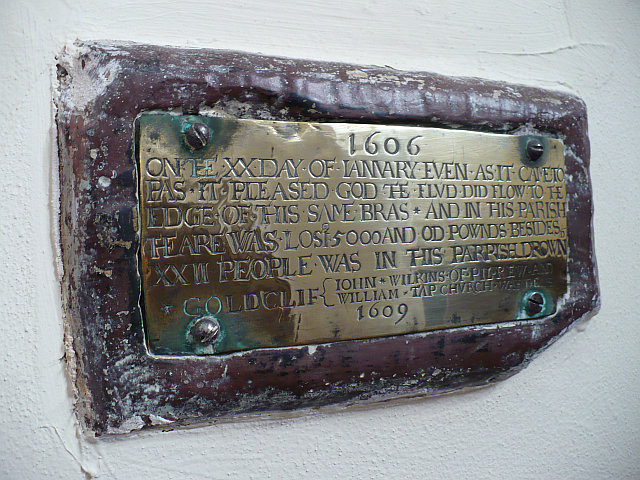
Plaque commémorant l'ennoiement de l'église St Mary's Church (à Goldcliff, près de Newport)

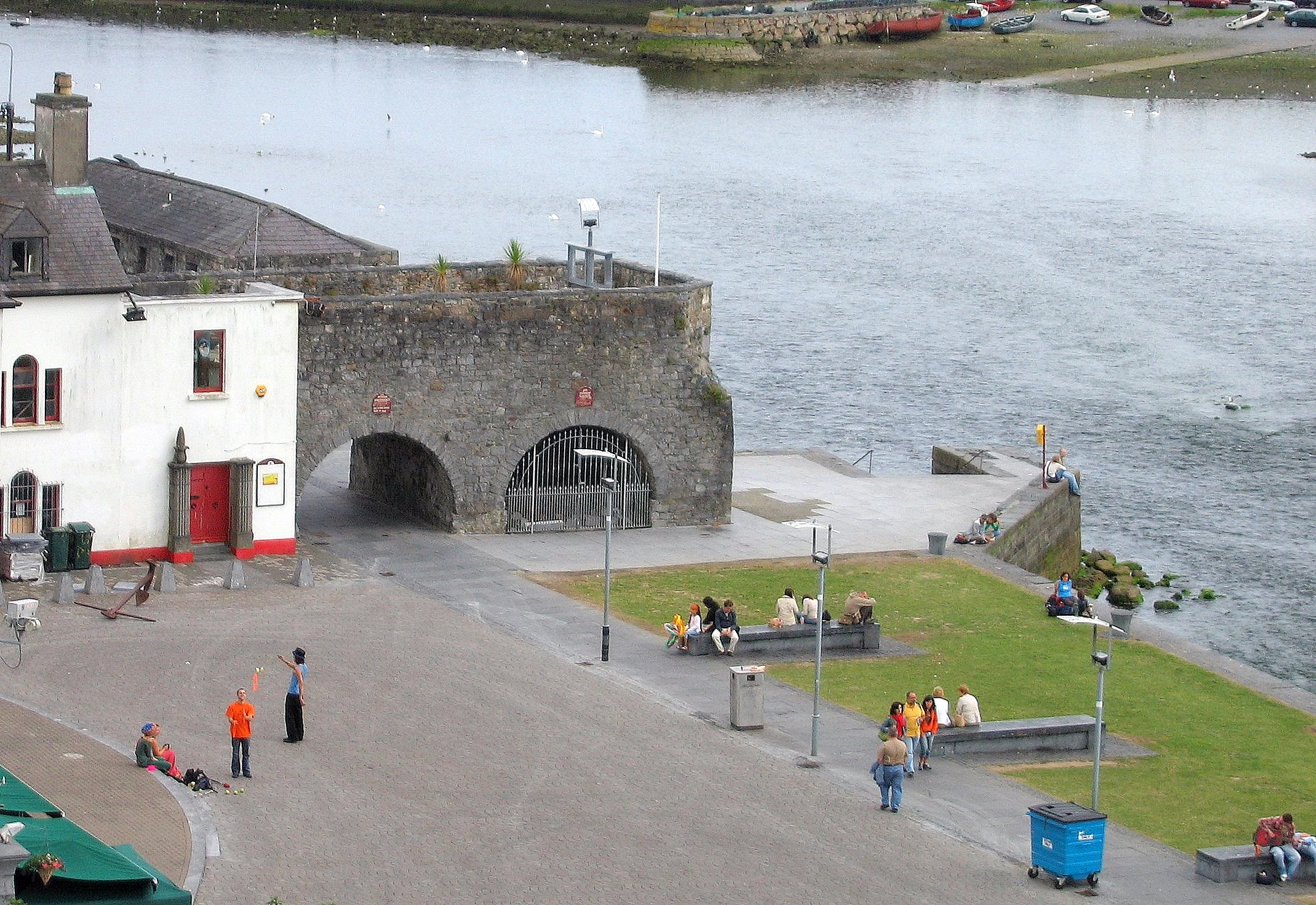
Fortification médiévale construite par Wylliam Martin en 1584 entre la ville fortifiée de Galway et son port (au milieu de la côte Ouest de l'Irlande). Ces arches autrefois dites ceann an bhalla (la « tête du mur ») ont été endommagées par le tsunami de 1755, induit par le tremblement de terre de Lisbonne à plus de 1000 km de là

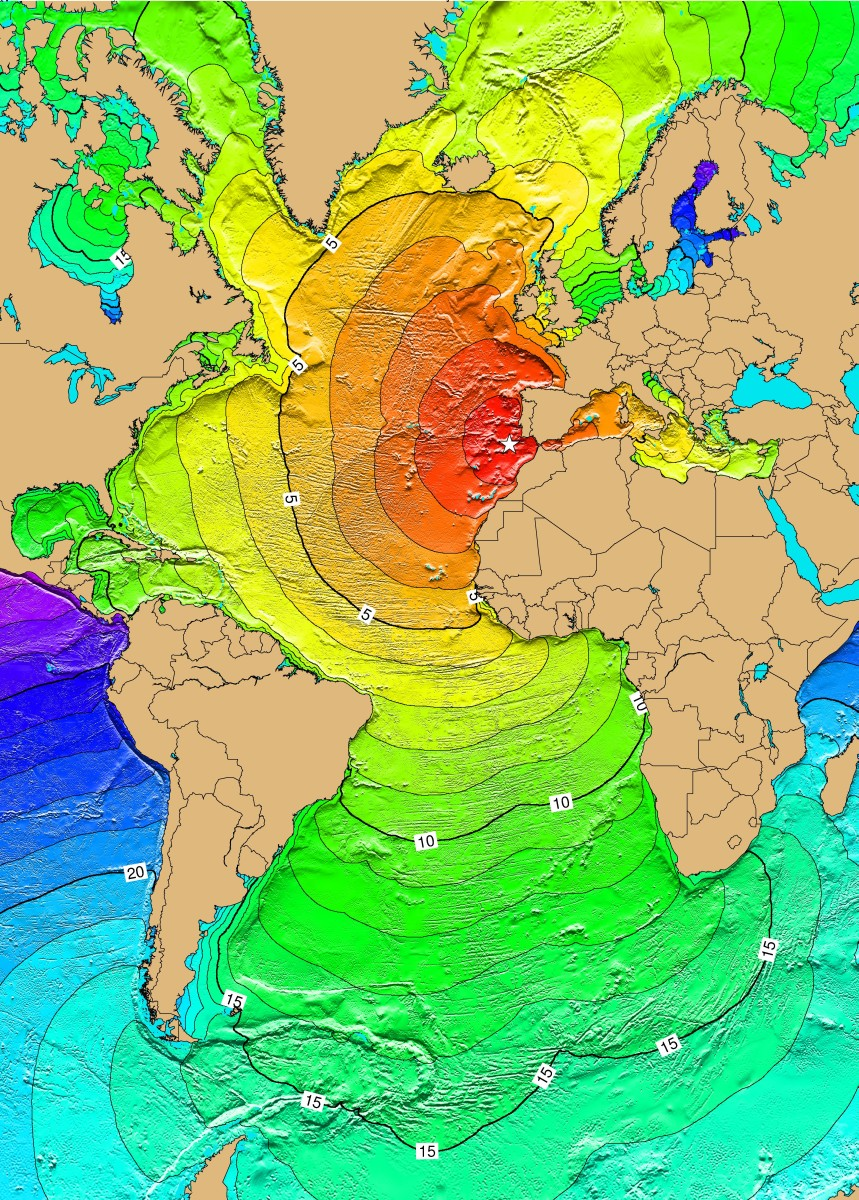
Onde (temps de déplacement) du tremblement de terre de Lisbonne en 1755

Par ordre chronologique, les tsunamis reconnus sont :

## Le « mégatsunami » de 6100av. J.-C.
Il s'est produit au mésolithique : c'est sans aucun doute le plus important des tsunamis documentés pour la période récente depuis la dernière glaciation. 
On en trouve les traces les plus visibles en Écosse sur des îles ou sous la mer. 

La vague en a été créée par un énorme affaissement sous-marin, qui a emporté sur 300 km de largeur une partie du plateau continental norvégien (sud mer de Norvège et nord de la mer du Nord. 

Ce tsunami a déferlé sur les îles Shetland. 

Des « tsunamites » (dépôts particuliers laissés par le tsunami, également dits « tsunamiite » ou « tsunami deposit » pour les anglophones) ont été retrouvés à divers endroits sur les zones côtières de l’Écosse (dont une couche de 60 cm de sable qui a recouvert l'ancienne vallée de l'actuel Montrose Basin.
C'est ce tsunami qui a fait de la Grande-Bretagne une île. Auparavant, l'Est de l'Angleterre était relié à l'actuel Danemark et aux Pays-Bas par une terre émergée que les archéologues ont nommé Doggerland (du nom du banc sous-marin Dogger Bank). 
On pense qu'il s'agissait d'une vaste zone littorale riche en lagunes, marais, vasières et plages, très probablement riches en oiseaux d'eau, poissons, coquillages, crustacés, phoques, chassés par les hommes préhistoriques,. 
Une grande partie de cette terre a probablement été balayée et dévastée par le tsunami, avec un impact catastrophique sur les groupes humains qui y vivaient.
.

## Le tsunami de1014(apr. J.-C.)
La Chronique anglo-saxonne mentionne une grande inondation en Angleterre le 28 septembre, qui s'enfonce loin dans les terres et cause de nombreux dégâts et pertes humaines. Cette inondation a été ensuite attribuée à un tsunami, qui pourrait avoir été causé par un tremblement de terre, voire par la chute en mer d'un météore ; William de Malmesbury a décrit « une vague de raz-de-marée (...) qui a grandi à une taille étonnante, comme la mémoire de l'homme n'en a jamais connu, assez importante pour submerger des villages entiers à de nombreux miles à l'intérieur des terres, et submerger et noyer leurs habitants ». L'événement a aussi été mentionné dans les chroniques bardiques galloises.

## Le tsunami induit par le tremblement de terre de 1580
Ce séisme s'est produit le 6 avril 1580, avec une magnitude rétrospectivement estimée à 5,8 et un épicentre situé en mer, dans le pas de Calais (approximativement entre Calais et Douvres) ;

Des vagues géantes ont été signalés, et des centaines de personnes auraient été tuées sur des navires que ces vagues ont fait chavirer ou couler. 

Les basses terres du Calaisis ont été inondées par la mer. À Douvres, une partie de la falaise de craie s'est effondrée, entraînant avec elle un morceau du château de Douvres.

La vague principale pourrait avoir été un tsunami déclenché par un glissement de terrain sous-marin plutôt que directement par le tremblement de terre qui a été ressenti de l'Angleterre à l'Allemagne. 

## Inondation dite «du canal de Bristol» (1607)
Cette inondation (dite « Bristol Channel floods » pour les anglophones) a eu lieu le matin du 30 janvier 1607.
On ignore s'il s'agit de la conséquence d'un tremblement de terre sous-marin et/ou d'un grand glissement de terrain qui pourrait avoir touché la côte irlandaise, ou simplement une combinaison inhabituelle d'onde de grande marée et d'onde de tempête qui se serait traduite par une surcote importante.

Des preuves historiques suggèrent en tous cas un tsunami. En particulier, des témoignages décrivent une vague très haute et si rapide que même un lévrier n'aurait pu lui échapper « "mighty hilles of water" - with sparks - and a wave that travelled so fast that not even a greyhound could escape it » (source à préciser).
Une ancienne ligne de faille située au large de la pointe Sud-Ouest de l'Irlande aurait pu avoir été réactivée par un petit séisme et avoir déclenché un tsunami en mer d'Irlande et/ou l'effondrement d'un pan du plateau continental (qui chute de 100 mètres environ dans cette région). Mais il est également plausible qu'un tsunami ait pu être produit par un effondrement spontané, en l'absence d'un tremblement de terre.

## Tremblement de terre dit « de Lisbonne » (1755)
Le tremblement de terre de Lisbonne de 1755 a provoqué une onde marine qui a touché la côte des Cornouailles en y formant une vague d'environ trois mètres de haut, le 1er novembre 1755 vers 14h00. Il a fallu près de quatre heures à l'onde pour atteindre le Royaume-Uni. Le tsunami a été perçu jusque que sur le long de la côte sud de l'Angleterre et sur la Tamise jusqu'à Londres. Selon les chroniqueurs de l'époque, il y a eu trois vagues de tsunami successives, la mer s'est retirée très vite, puis est remontée en inondant les rivages. Au mont Saint-Michel elle s'est élevée brusquement, pour ensuite se retirer, dix minutes plus tard, avec un retour (de 6 m de haut) très rapidement, avant de tout aussi rapidement refluer. La mer s'est élevée de 8 m à Penzance et de 10 m à Newlyn ; le même effet a été signalé à St Ives et Hayle. Bien que les chroniqueurs n'aient pas rapporté le nombre des victimes, l'écrivain français du XIXe siècle, Arnold Boscowitz, a affirmé que « de grandes pertes de vies et de propriétés ont eu lieu sur les côtes de Cornouailles. » 

Le tsunami faisait encore 2 mètres de hauteur quand il a touché la ville de Galway en Irlande, où il a causé de sérieux dégâts aux murailles de la ville, notamment sur l'« arche espagnole. »

## Tsunami de la Mer du Nord (1858)
Un tsunami a été rapporté par des témoins de l'Angleterre au Danemark, en passant par l'Allemagne et les Pays-Bas, le matin du 5 juin 1858.
Un témoin a par exemple raconté que, à 9h15 la mer dans la baie de Pegwell (Nord du Kent) a « tout d'un coup reculé à environ 200 mètres puis est retournée à son ancienne place environ 20 minutes ». Le journal The Times a rapporté des orages violents et des inondations dans l'Ouest de l'Angleterre le même jour.

## «Météotsunami» de1929
Le 20 juillet 1929, un vague qui aurait atteint 3,5 à 6 mètres de haut (selon les endroits) a frappé la côte Sud de l'Angleterre, dont des plages touristiques occupées à Brighton, Hastings et Folkestone. 

Deux personnes au moins emportées par la vague se sont noyées. 
Cette vague a été attribuée à un « front de grains » voyageant le long de la Manche

## Tsunami de la Côte Sud (2011)
Un mini-tsunami caractérisé par une hauteur de vague anormale (40 cm) a eu lieu le 29 juin 2011 le long de la côte Sud de l'Angleterre. Il a été décrit comme doux et n'ayant causé ni blessures ni dommages. 

Des images vidéo montrent clairement l'effet « tsunami » et des témoins rapportent que des poissons sautaient hors de l'eau, et que leurs cheveux se hérissaient à cause d'une charge statique . Les médias ont d'abord supposé que l'événement puisse être induit par un glissement de terrain sous-marin, car aucun tremblement de terre n'avait été enregistré à ce moment. Toutefois, la British Geological Survey a conclu qu'il était peu probable que cette vague ait été causée par un glissement sous-marin et qu'il s'agissait plus probablement d'un météotsunami.

## Risques de tsunamis au Royaume-Uni, pour le futur
Dans les années 1990, les géologues ont signalé que la Cumbre Vieja, un volcan de La Palma au large de l'Afrique du Nord dans les îles Canaries, pourrait poser un risque de tsunami pour les côtes de l'Europe de l'Ouest, car apparemment instable. Ils ont conclu qu'une éruption volcanique future pourrait induire l'effondrement d'une partie du cône sous l'eau, en un immense glissement de terrain. Ceci génèrera un important tsunami dont l'onde traversera l'océan Atlantique en touchant d'abord l'Espagne, le Portugal, la France et la côte sud de l'Angleterre. Vers l'ouest, il rejoindra, atténué, la côte des États-Unis. L'onde devrait atteindre l'Angleterre en 6 heures environ, avec une vague pouvant y atteindre près de 10 mètres (30 pieds) de hauteur en pouvant causer de gros dégâts et emporter de nombreuses vies.
Il existe cependant des controverses considérables sur la hauteur du risque et l'exactitude de cette « prédiction » : lors d'une étude ultérieure, des chercheurs de l'université néerlandaise technique de Delft ont en particulier trouvé l'île beaucoup plus stable qu'on ne l'avait d'abord cru, estimant qu'il faudrait encore au moins dix mille ans de croissance de l'île pour qu'il y ait un réel danger.
De nombreux tremblements de terre sous-marins sont encore constatés au large de la Norvège et près de l'Écosse en bordure de plateau continental, mais ne sont pas à ce jour jugés comme porteurs de risque majeur.
Un autre tsunami pouvant à nouveau toucher la Grande-Bretagne pourrait faire suite à un nouveau tremblement de terre sur la faille située au large du Portugal ; celle-là même qui a causé le tremblement de terre de Lisbonne de 1755 (voir plus haut). 
Les tensions qui s'accumulent sur cette faille finiront par créer un autre méga-tremblement de terre (mégaséisme) qui pourrait avoir la même magnitude que le séisme de 1755 (magnitude rétrospectivement estimée à 9) [citation nécessaire]. Si les choses se passent comme en 1755, le Sud de l'Angleterre devrait être atteint 4 heures environ après le Portugal.

### Sources
- NMM, NMM
- BBC, BBC
- Newscientist, Tsunamis/Channel
- archives CNN
- Lapalma-tsunami
- BBC News BBC, science/nature
- BBC,  Forgotten Floods